# ندا قلعه
ندا قلعه (به انگلیسی: Nida Qila) یک منطقهٔ مسکونی در پاکستان است. ندا قلعه ۱٬۶۳۲ متر بالاتر از سطح دریا واقع شده‌است.